# William Gorman Wills

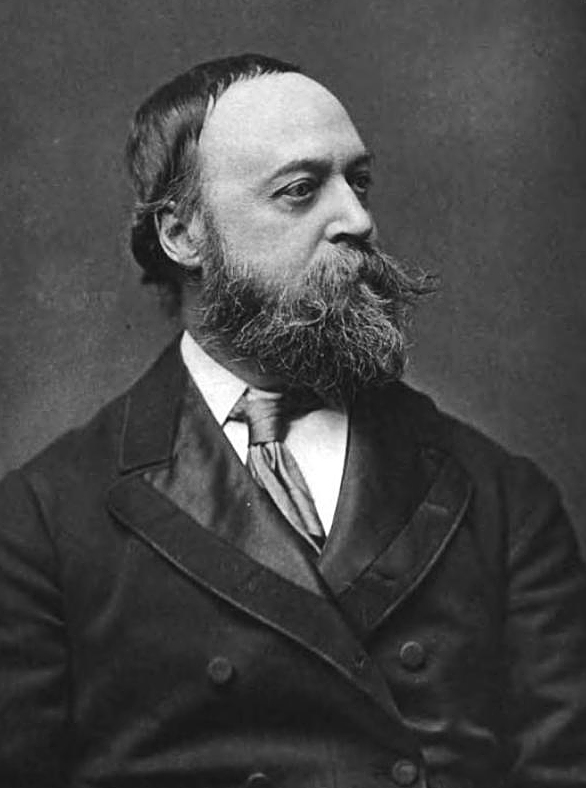
W. G. Wills

William Gorman Wills (* 28. Januar 1828 in Killmury, Irland; † 13. Dezember 1891 in London) war ein irischer Dramatiker und Maler.

## Leben
Wills war der Sohn von James Wills (1790–1868), dem Autor von Lives of Ilh’strious und Distinguished Irishmen. Er besuchte die Waterford Grammar School und das Trinity College in Dublin. Nach etlichen Jahren als Journalist und Literat in Dublin zog er nach London, wo er Geschichten für Magazine schrieb. Um seinen Lebensstandard zu verbessern, begann er ab 1868 als Porträtmaler zu arbeiten. Die mangelnde künstlerische Ausbildung machte dabei sein Talent wieder wett. Bald hatte er dadurch ein gutes Auskommen, aber mit der Zeit verlor er viele Modelle durch seine non-konforme, egozentrische Lebensart.

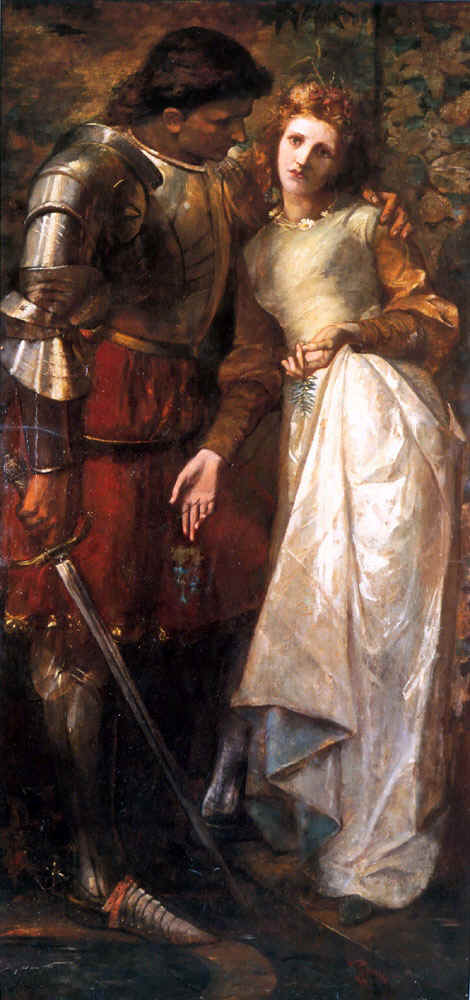
William Gorman Wills: Ophelia and Laertes, ca. 1880

Inzwischen hatte er aber begonnen, für die Bühne zu schreiben. Sein erstes Werk, Man o’Airlie, wurde 1867 am Princess’s theatre in London aufgeführt. Schon 1872 wurde er von Colonel Bateman als Dramatiker des Londoner Theaters Lyceum fest angestellt. Hier schrieb er  Medea in Corinth, Charles I. und Eugene Aram, die zwischen 1872 und 1873 am Lyceum aufgeführt wurden. Henry Irving spielte häufig die männliche Hauptrolle.
Bis in die 1890er-Jahre wurden Wills Stücke an den Londoner Theatern wie Lyceum, Adelphi, Olympic, Princess’s, Haymarket, Drury Lane, Duke’s, Prince’s, Globe Theatre, Court und Criterion aufgeführt.
Wills war eng befreundet mit dem Architekten und Designer Edward William Godwin, wobei Wills von Godwins Kenntnissen der griechischen Kostüme für seine historischen Dramen profitierte. So entwarf Godwin 1883 das Bühnenbild und die Kostüme für das Stück Claudian, das von Wilson Barrett am Princess’s Theatre aufgeführt wurde. Diese Aufführung wurde von Oscar Wilde besonders gelobt.
Daneben schrieb Wills noch einige Balladen. Als 1887 die Mutter starb, die ihn viele Jahre lang unterstützt hatte, verlor sich sein Antrieb zu schreiben. Wills starb im Dezember 1891 im Londoner Guy’s Hospital im Alter von 62 Jahren.

## Werk

### Dramen
- Man o’Airlie (1867)
- Medea in Corinth (1872)
- Charles I. (1872)
- Eugene Aram (1873)
- Don Quixote (1895)
- Claudian (1883)
- Juana (1880)
- Faust (1885)
- Rienzi (1887)

### Balladen
- I’ll sing thee songs of Araby (1877)

### Malerei
- Ophelia and Laertes (ca. 1880)

| Personendaten    | Personendaten         |
| ---------------- | --------------------- |
| NAME             | Wills, William Gorman |
| KURZBESCHREIBUNG | irischer Dramatiker   |
| GEBURTSDATUM     | 28. Januar 1828       |
| GEBURTSORT       | Killmury              |
| STERBEDATUM      | 13. Dezember 1891     |
| STERBEORT        | London                |